# It Happened Here
It Happened Here è un film del 1965 diretto da Kevin Brownlow e Andrew Mollo.
La pellicola narra una storia fantapolitica ucronica, in cui, con uno stile semi-documentaristico, viene mostrato quello che sarebbe potuto accadere se la Germania nazista avesse occupato l'Inghilterra durante la seconda guerra mondiale.
Il film fu presentato nella Settimana internazionale della critica del 18º Festival di Cannes.

## Trama
Nel 1944 l'infermiera di campagna Pauline, amante dell'ordine e dell'autorità, afferma di non voler entrare in politica, assumendo una posizione che sottintende già una forma di collaborazionismo.
Giunta a Londra, diventa membro di un'organizzazione diretta dai nazisti. Scossa dalla scoperta che i suoi pazienti polacchi e russi sono stati uccisi, si rende protagonista di forti proteste, viene quindi arrestata e infine si unisce alla resistenza.

## Produzione
Kevin Brownlow e Andrew Mollo avevano rispettivamente 19 e 16 anni quando iniziarono a lavorare al film. La lavorazione del film fu avviata nel 1956, completata nel 1964, distribuito nel 1965. Il film fu prodotto con un budget di sole 20 000 sterline.
All'uscita del film venne tagliata una scena in cui i protagonisti dibattono di nazismo e razzismo.
Nel 1974 Eric Mival fece un documentario dal titolo It Happened Here Again, sulle difficoltà di produzione.
Il film è stato girato in parte in 16mm.